# Саффания-Хафджи
Саффани́я-Ха́фджи (Сафания-Хафджи) — морское газонефтяное месторождение в Персидском заливе, в территориальных водах Саудовской Аравии и Кувейта. Южная часть месторождения (Саффания, араб. حقل السفانية‎) открыта в 1951 году, северная (Хафджи, الخفجي حقل‎) — в 1960 году, разрабатываются с 1957 и 1960 года соответственно.
Залежи на глубине 1,5-3,4 км. Плотность нефти 0,87-0,89 г/см³, содержание S 2-3 %.
Геологические запасы нефти оценивается 5,5 млрд тонн. Доказанные и извлекаемые запасы нефти оценивается 2 млрд т, газа 327 млрд м³.
Добыча нефти в 2016 году составляет 65 млн тонн.